# Lope (Gummersbach)
Lope ist ein ehemals eigenständiger Ortsteil von Gummersbach (Oberbergischer Kreis), der heute zum Ortsteil Strombach gehört.

## Geographie
Der Ort liegt im Südwesten von Gummersbach. Am westlichen Ortsrand entspringt der in die Agger mündende Loper Bach. Nachbarorte sind Hardt-Hanfgarten und Lobscheid.

## Geschichte
1546 wird der Ort erstmals urkundlich mit der Ortsbezeichnung „yn der Lope“ in der Türkensteuerliste erwähnt. Der ehemals eigenständige Ortsteil Lope gehört seit den 1950er Jahren zum nördlich gelegenen Ort Strombach. Die Ortsbezeichnung Lope wird jedoch sowohl in allen historischen wie auch in den aktuellen topografischen Karten durchgängig geführt.

## Busverbindungen
Lope ist über die Haltestellen „Lope“ und „Siebenbürger Siedlung“ der Linie 316 an den öffentlichen Personennahverkehr angeschlossen.